# ジャン＝クロード・ロマン
ジャン＝クロード・ロマン（フランス語: Jean-Claude Romand、1954年2月11日-）はフランスの犯罪者。無職であるにもかかわらず、実に18年間もの間自分のことを世界保健機関(WHO)に勤務するエリート医師だと偽り続け、周囲の人々から大金を騙し取った上、その金をほとんど使い果たし、最終的には自分の家族全員を殺害するという凶行に及んだ。

## 嘘で固めた人生
ジャン＝クロード・ロマンはジュラ県ロン＝ル＝ソーニエの裕福な家庭に生まれ、リヨン大学医学部に進学した。当時、同じ医学部にいたフロランスという女性と交際していたが、ある日彼女から別れを告げられてしまう。その時のショックがもとで大学の進級試験に失敗し、落第してしまった。その後、離れて暮らす母親から「進級試験には受かったのか」という電話が入ったが、この時つい「試験にはちゃんと受かった」と嘘をついてしまう。
その後、順調に進級しているふりをして友人たちと同じ講義に出席し続けた。本来卒業となるべき年に達し、就職先を友人に尋ねられた時は医学会の最高峰であるWHOに決まったと大嘘をつく。この嘘を利用してかつての恋人フロランスと再び交際を始め、やがて結婚。二人の間には娘キャロリーヌと息子アントワーヌが誕生した。
結婚後も事件に至るまでは、あの手この手でWHO医師の身分を詐称し続ける。フランスのアン県プレヴザンにある自宅から毎日国境を越えてスイスのジュネーヴにあるWHO本部に通っていた。本部には図書館、銀行、旅行代理店が併設されており、図書館で読書をして医学知識を身につけたり、銀行で給料とされる金を引き出したり、旅行代理店で家族旅行へ行く際のチケットを購入していた。これらの偽装工作により、家族や親戚・友人たちからの信用を得ており、また、何かと理由をつけて妻にはWHOに電話することを固く禁じていた。
嘘をつき続けてからは職に就かず、暇な時間には喫茶店で雑誌や新聞を読んだり、森林を散歩して過ごしていた。生活に必要な金は主に詐欺行為によって得ていた。両親や親戚から「スイスの銀行で運用すれば利益になる」といって大金を預かり、そこから毎月の「給与」を引き出していた。さらに児童心理カウンセラーの女性と不倫関係となり、彼女に投資の話を持ちかけて金を騙し取ったこともある。

## 秘密の発覚、そして殺人へ
嘘をつき続けて18年が経過したころ、ついに金が底をつき銀行からその旨を知らせる手紙が届き、窮地に追い込まれる。夫の様子がおかしいことに気づいた妻は勤務先とされていたWHOに電話をしてみるが、ジャン＝クロード・ロマンなる人物はWHOには現在にも過去にも所属していないことが判明する。
1993年1月9日、秘密を知られ、自暴自棄となったロマンはフロランスを撲殺し、続いてまだ幼かった娘キャロリーヌ（7歳）と息子アントワーヌ（5歳）の命を奪った。その後、両親の家に押し入って銃で父エメと母アンヌ＝マリーを射殺し、さらに両親が飼っていた犬までも撃ち殺した。自宅に戻ったロマンは家に火を放ち、炎の中で自殺を遂げようとする。しかし付近の住民の通報によって消防隊が駆けつけ、全ての元凶たるロマン自身はただ一人、幸か不幸か救出され、一命を取り留める。
その後警察の捜査によってロマンの犯行が明らかになり、逮捕。1996年に開かれた裁判では最低収容期間22年（逮捕された1993年から2015年まで）の上での無期刑が宣告された。（フランスでは死刑が廃止されている。）
2019年4月25日、釈放。

## 事件を題材とした作品
ジャン＝クロード・ロマンにまつわる一連の事件はフランスの著述家エマニュエル・カレールにより『ラドヴェルセール』（仏L'Adversaire、英The Adversary、「敵、仇」の意）という本にまとめられ、2000年に出版された。日本では田中千春による日本語訳版『嘘をついた男』が河出書房新社より2000年8月に出版された。
その後、『ラドヴェルセール』をもとにしたニコール・ガルシア監督、ダニエル・オートゥイユおよびジェラルディン・ペラス主演の同名の映画が2002年8月28日にフランスで公開された。ただし、映画版ではオートゥイユ扮するジャン＝クロード・ロマンがジャン＝マルク・フォール、ペラス扮する妻フロランスがクリスティーヌになっているなど、事件関係者の氏名が変更されている。日本では2002年6月22日にパシフィコ横浜にて開催された「第10回フランス映画祭横浜2002」にて『見えない嘘』の題で上映されたが、劇場一般公開は実現しなかった。
この他にもローラン・カンテ監督による2001年の映画『ランプロワ・デュ・タン』（L'Emploi du temps、「予定、スケジュール」）やスペインのエドゥアルド・コルテス監督による映画『ラ・ビダ・デ・ナディエ』（La vida de nadie）、もロマンの事件をモデルとしている。『ランプロワ・
デュ・タン』と『ラ・ビダ・デ・ナディエ』は、英語ではそれぞれ『タイム・アウト』(Time Out)、『ノーバディズ・ライフ』(Nobody's Life)と呼ばれている。